# Persoonia falcata
Persoonia falcata är en tvåhjärtbladig växtart som beskrevs av Robert Brown. Persoonia falcata ingår i släktet Persoonia och familjen Proteaceae. Inga underarter finns listade i Catalogue of Life.